# Aconaemys
Aconaemys là một chi động vật có vú trong họ Octodontidae, bộ Gặm nhấm. Chi này được Ameghino miêu tả năm 1891. Loài điển hình của chi này là Schizodon fuscus Waterhouse, 1842.

## Các loài
Chi này gồm các loài:
- Aconaemys fuscus
- Aconaemys porteri
- Aconaemys sagei